# Stations fantômes du métro de Paris

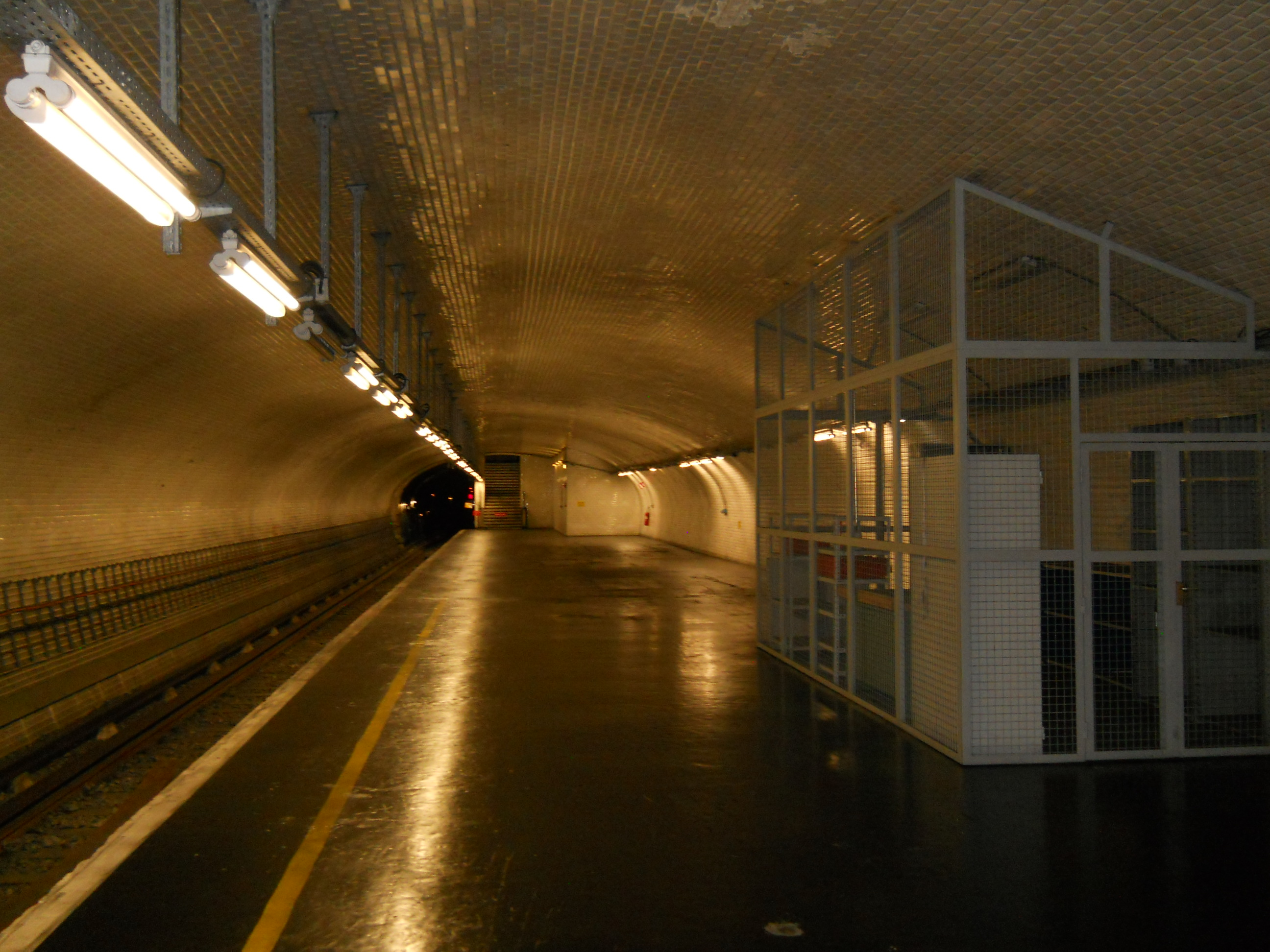
La première demi-station
Porte Maillot inutilisée depuis le prolongement de la ligne 1 à Pont de Neuilly en 1937 sert de plate-forme de chargement / déchargement aux équipes de la RATP.

Les stations fantômes du métro de Paris sont des points d'arrêt abandonnés ou inutilisés, non accessibles aux voyageurs en service normal.
Pour des raisons historiques, techniques ou commerciales, le métro parisien comprend plusieurs stations qui n'apparaissent sur aucun plan. La plupart d'entre elles, fermées en septembre 1939, n'ont jamais été remises en service. D'autres ont changé d'usage, ont été déplacées ou ont disparu. Cas plus insolites, deux stations pourtant construites n'ont jamais accueilli de voyageur et sont dépourvues d'accès sur la voie publique ; d'autres, simples « réserves » prévues pour accueillir de futures stations, se réduisent à leur gros œuvre.
Le mystère relatif qui entoure ces stations leur a valu dans la culture populaire le surnom de « stations fantômes ».

## Tableau récapitulatif des stations
| \| La Défense - Michelet Élysées La Défense Porte Maillot Victor Hugo Martin Nadaud Haxo Porte des Lilas - Cinéma Les Halles Arsenal Gare du Nord USFRT Champ de Mars Invalides Saint-Martin Porte Molitor Bruneseau - Masséna Croix-Rouge Porte de Versailles \| Localisation des stations à Paris. |
| La Défense - Michelet Élysées La Défense Porte Maillot Victor Hugo Martin Nadaud Haxo Porte des Lilas - Cinéma Les Halles Arsenal Gare du Nord USFRT Champ de Mars Invalides Saint-Martin Porte Molitor Bruneseau - Masséna Croix-Rouge Porte de Versailles                                          |

| Station               | Lignes          | Type           | Mise en service | Fermeture |
| --------------------- | --------------- | -------------- | --------------- | --------- |
| La Défense - Michelet | (1)             | Réserves       | -               | -         |
| Élysées La Défense    | (1)             | Réserves       | -               | -         |
| Porte Maillot         | (1)             | Déplacée       | 1900            | 1936      |
| Victor Hugo           | (2)             | Déplacée       | 1900            | 1931      |
| Martin Nadaud         | (3)             | Fusionnée      | 1905            | 1969      |
| Haxo                  | (3bis) · (7bis) | Jamais ouverte | -               | -         |
| Porte des Lilas       | (3bis) · (7bis) | Quai mort      | 1921 1952       | 1939 1956 |
| Les Halles            | (4)             | Déplacée       | 1908            | 1977      |
| Arsenal               | (5)             | Fermée         | 1906            | 1939      |
| Gare du Nord          | (5)             | Déplacée       | 1907            | 1942      |
| Champ de Mars         | (8)             | Fermée         | 1913            | 1939      |
| Invalides             | (8)             | Quai mort      | -               | -         |
| Saint-Martin          | (8) · (9)       | Fermée         | 1931            | 1939      |
| Porte Molitor         | (9) · (10)      | Jamais ouverte | -               | -         |
| Bruneseau - Masséna   | (10)            | Réserves       | -               | -         |
| Croix-Rouge           | (10)            | Fermée         | 1923            | 1939      |
| Porte de Versailles   | (12)            | Déplacée       | 1910            | 1930      |

## Stations fermées

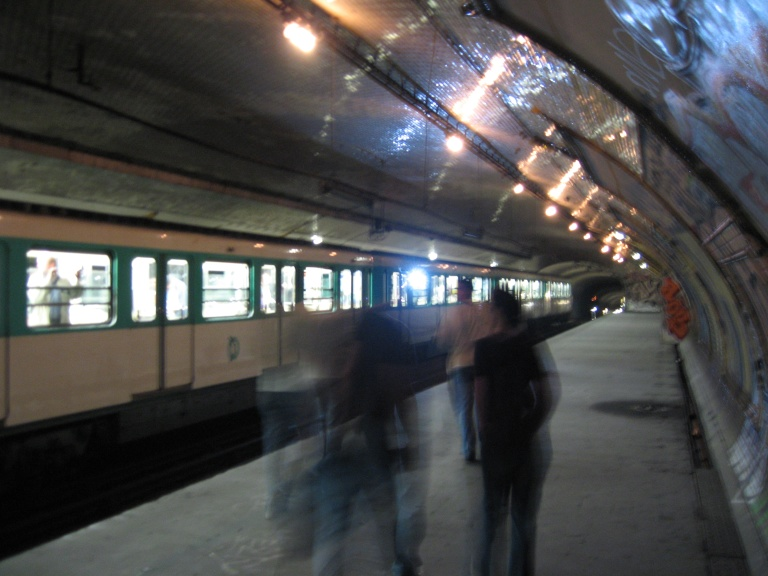
La station Croix-Rouge, ancien terminus de la ligne 10, est fermée depuis 1939.

Quatre stations fermées en 1939 n'ont jamais rouvert car peu fréquentées ou trop proches de stations encadrantes. Les voyageurs du métro les traversent quotidiennement.
La station Arsenal (ligne 5) sert à des formations de maintenance de la RATP.
L'un des quais de l'ancienne station Champ de Mars (ligne 8) abrite un poste de ventilation.
La station Croix-Rouge (ligne 10) a servi de décor temporaire : une plage dans les années 1980 puis une exposition sur l'érotisme en 2007-2008.
La station Saint-Martin (lignes 8 et 9) est fermée depuis 1939, car trop proche de sa voisine Strasbourg - Saint-Denis. Dans les années 1950, elle sert de showroom à la régie publicitaire, d'où la présence de publicités en céramique postérieures à sa fermeture. Elle sert de refuge temporaire aux sans-abri.

## Stations fermées puis rouvertes

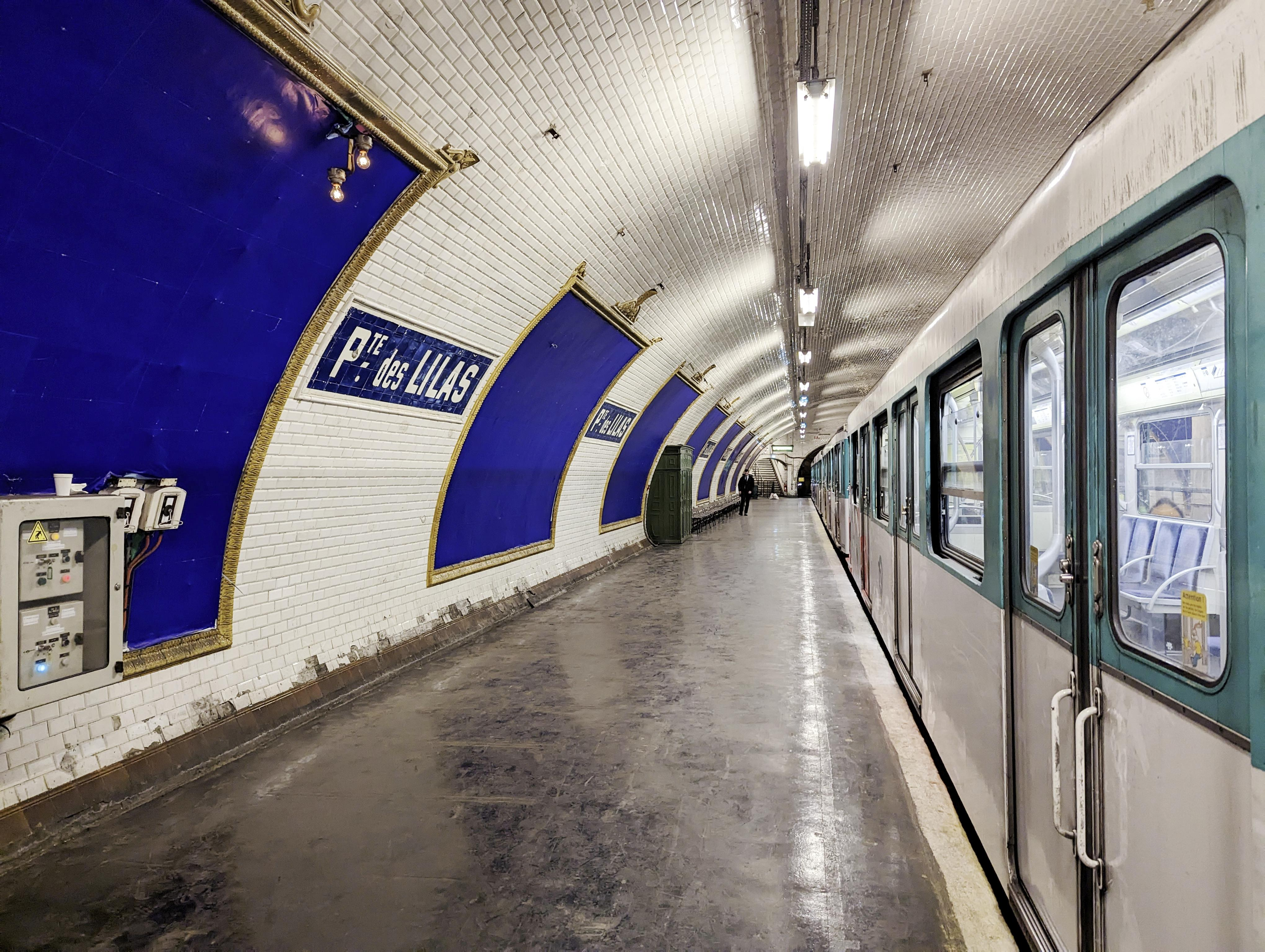
Porte des Lilas - Cinéma est utilisée pour les tournages publicitaires ou de cinéma.

Au début de la Seconde Guerre mondiale, le gouvernement met en application un plan de réduction du service sur le réseau métropolitain. Seules 85 stations restent ouvertes à l'exploitation. La plupart rouvrent dans les années qui suivent. Mais cinq d'entre elles, considérées comme peu fréquentées donc insuffisamment  rentables, restent fermées plus ou moins longtemps.
La station Varenne (ligne 14, actuelle ligne 13) est remise en service le 24 décembre 1962.
La station Bel-Air (ligne 6) rouvre le 7 janvier 1963.
La station Rennes (ligne 12) est remise en exploitation le 20 mai 1968, avec des horaires aménagés (fermeture après 20 h et chaque dimanche ou jour férié) avant de retrouver des horaires classiques le 6 septembre 2004.
La station Liège (ligne 13) suit le 16 septembre 1968, avec des horaires aménagés comme à Rennes puis  classiques à partir du 4 décembre 2006.
La station Cluny (ligne 10) est remise en service le 17 février 1988 pour assurer une correspondance avec la nouvelle gare de Saint-Michel - Notre-Dame de la ligne B. Renommée Cluny-La Sorbonne, elle s'orne de mosaïques dues à Jean Bazaine qui reproduisent les signatures de personnages célèbres.

## Stations jamais ouvertes

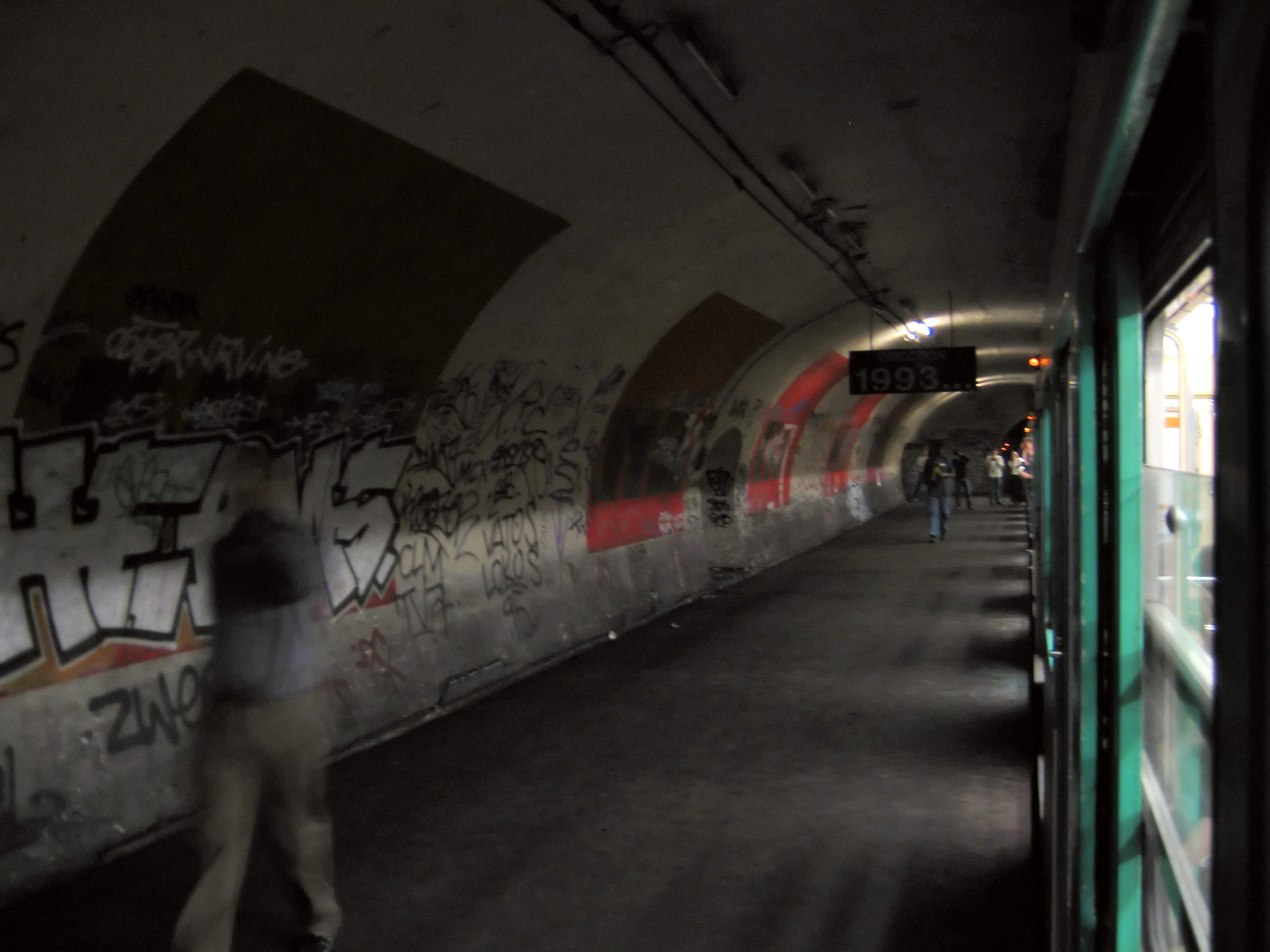
La station Haxo ne possède aucune issue.

Deux stations construites sur des embranchements n'ont jamais accueilli le moindre voyageur : Porte Molitor et Haxo. Leur gros œuvre a été réalisé mais il n'existe aucun accès en surface. Seuls quelques circuits spéciaux permettaient de les visiter jusqu'en 2007.
Construite sur un raccordement entre les lignes 9 et 10 appelé « voie Murat », la station Porte Molitor possède un quai central encadré de deux voies. Elle est conçue pour desservir le Parc des Princes les soirs de matches, certains trains de la ligne 9 devant bifurquer vers Porte d'Auteuil puis s'arrêter à Porte Molitor avant d'achever leur boucle pour revenir sur la ligne 9 à la station Porte de Saint-Cloud. Cette desserte est souhaitée par la Ville de Paris mais la Compagnie du chemin de fer métropolitain de Paris (CMP), qui exploite le métro, juge sa mise en œuvre trop compliquée. Le projet est abandonné et les accès ne seront jamais construits. Les voies servent de garage.
Un tunnel à voie unique, appelé « voie des Fêtes », relie les stations Place des Fêtes et Porte des Lilas. Il comprend une station intermédiaire dite Haxo, dont le nom officiel est Porte du Pré-Saint-Gervais. Prévu dès 1901, ce raccordement est achevé en 1921. Il doit relier les lignes 3 et 7 (actuelles 3 bis et 7 bis). Mais vu la faible fréquentation, seul est mis en place un service de navettes entre Pré-Saint-Gervais et Porte des Lilas. Boudé du public, il est supprimé en 1939. La station Haxo n'a donc jamais vu passer de voyageur et ses accès extérieurs n'ont pas été construits. En 1993, elle sert de cadre à la présentation à la presse du nouveau MF 88. Parfois évoquée à l'occasion du projet de fusion des lignes 3 bis et 7 bis, son ouverture reste hypothétique.

## Stations déplacées

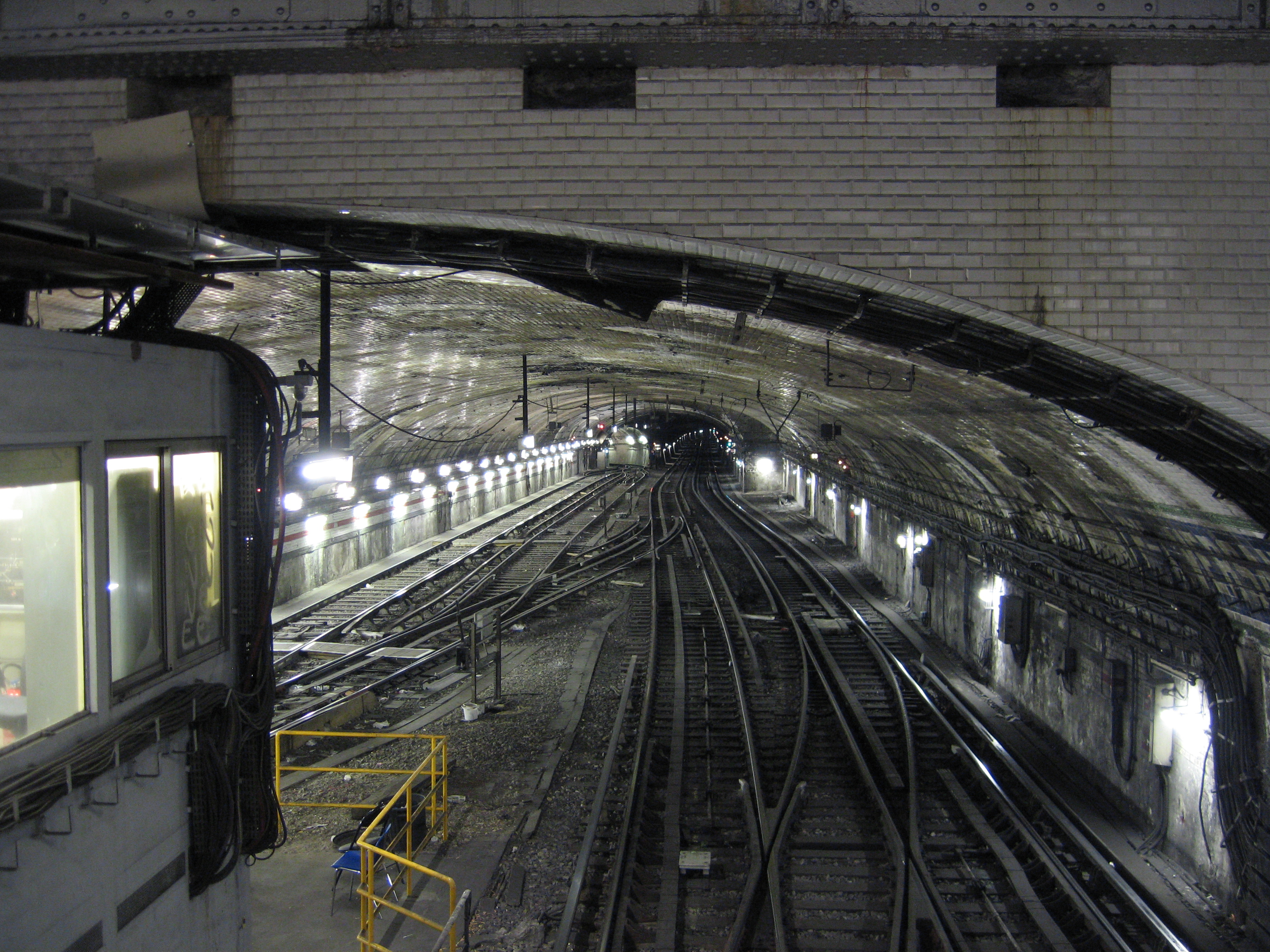
Traces de l'ancienne station Porte de Versailles.

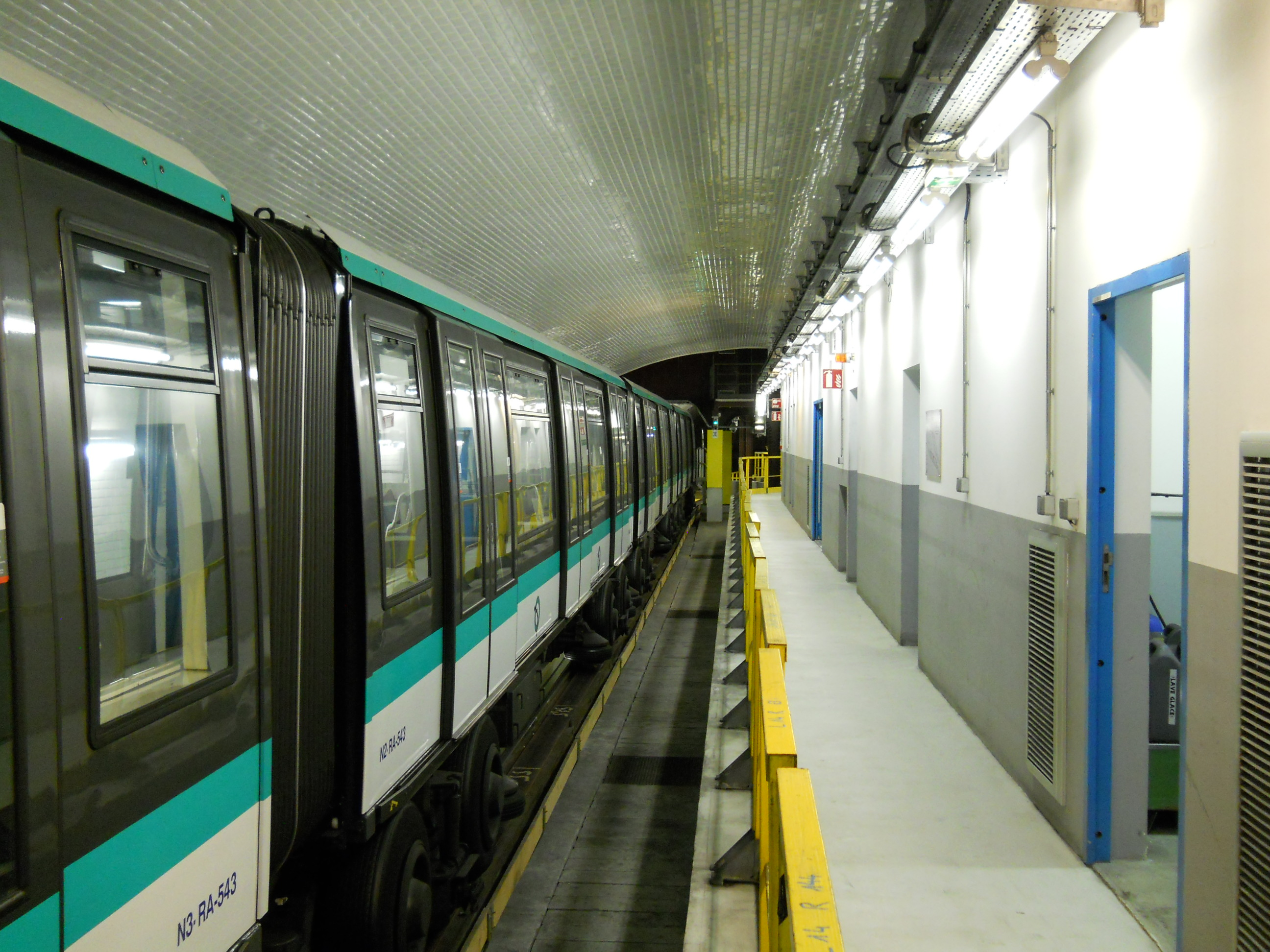
La seconde demi-station Porte Maillot inutilisée depuis le prolongement de la ligne 1 à Pont de Neuilly en 1937 sert d'ateliers de maintenance des trains MP 05.

Six stations sont déplacées au gré de l'histoire du métro parisien, leur configuration initiale étant devenue inadaptée. Un nouveau point d'arrêt situé à proximité les remplace, il conserve l'appellation d'origine.
Ouverte en 1910 comme terminus de la ligne A de la Compagnie Nord-Sud (actuelle ligne 12), la station Porte de Versailles  se situe à l'origine sous la rue de Vaugirard. Elle comporte trois voies à quai, dont une donne accès à l'atelier de Vaugirard. En 1930, en prévision du prolongement de la ligne à Issy-les-Moulineaux et de l'ouverture du Parc des Expositions de Paris, la station est déplacée d'une centaine de mètres au sud, à l'emplacement des anciennes fortifications. Les quais d'origine sont démolis pour laisser place à des voies de garage mais les faïences sont encore visibles dans le tunnel. Construite par la société du Nord-Sud, la nouvelle station en adopte le style décoratif. Elle n'est exploitée qu'une seule journée, son absorption par la CMP étant effective le 1er janvier 1930.
En 1931, la station Victor Hugo de la ligne 2 est déplacée  d'une centaine de mètres à l'est. Les quais d'origine, datant de 1900, sont établis dans une forte courbe. Avec l'allongement progressif des caisses des nouveaux matériels, la lacune horizontale entre le quai et la rame devient trop dangereuse pour les voyageurs et la station est reconstruite dans un alignement droit. Les anciens quais existent toujours, on les aperçoit en quittant la station en direction de Porte Dauphine.
Premier terminus de la ligne 1 ouvert en 1900, la station Porte Maillot est établie sur une boucle de très faible rayon, au niveau de la ligne de Petite Ceinture (actuel RER C). Cette situation rend impossible tout prolongement, aussi une nouvelle station plus profonde est-elle construite en 1936 en vue du prolongement jusqu'au Pont de Neuilly. Le nouveau tunnel plonge en forte pente, en amont de l'ancienne boucle qui a été conservée. L'un des quais sert pendant un temps de salon de réception à la RATP. Début 2007, la boucle est transformée en atelier de maintenance pour les trains MP 05, dans le cadre de l'automatisation intégrale de la ligne 1.
Terminus de la ligne 5 jusqu'en 1942, la station Gare du Nord USFRT, située sous le boulevard de Denain, devient une station fantôme lors du prolongement vers Pantin. Sa configuration en boucle de retournement impose la construction d'une station classique, située sous la rue du Faubourg-Saint-Denis. L'ancien terminus accueille le centre de formation des conducteurs de métro de la RATP nommé Unité spécialisée en formation et réglementation du transport (USFRT).

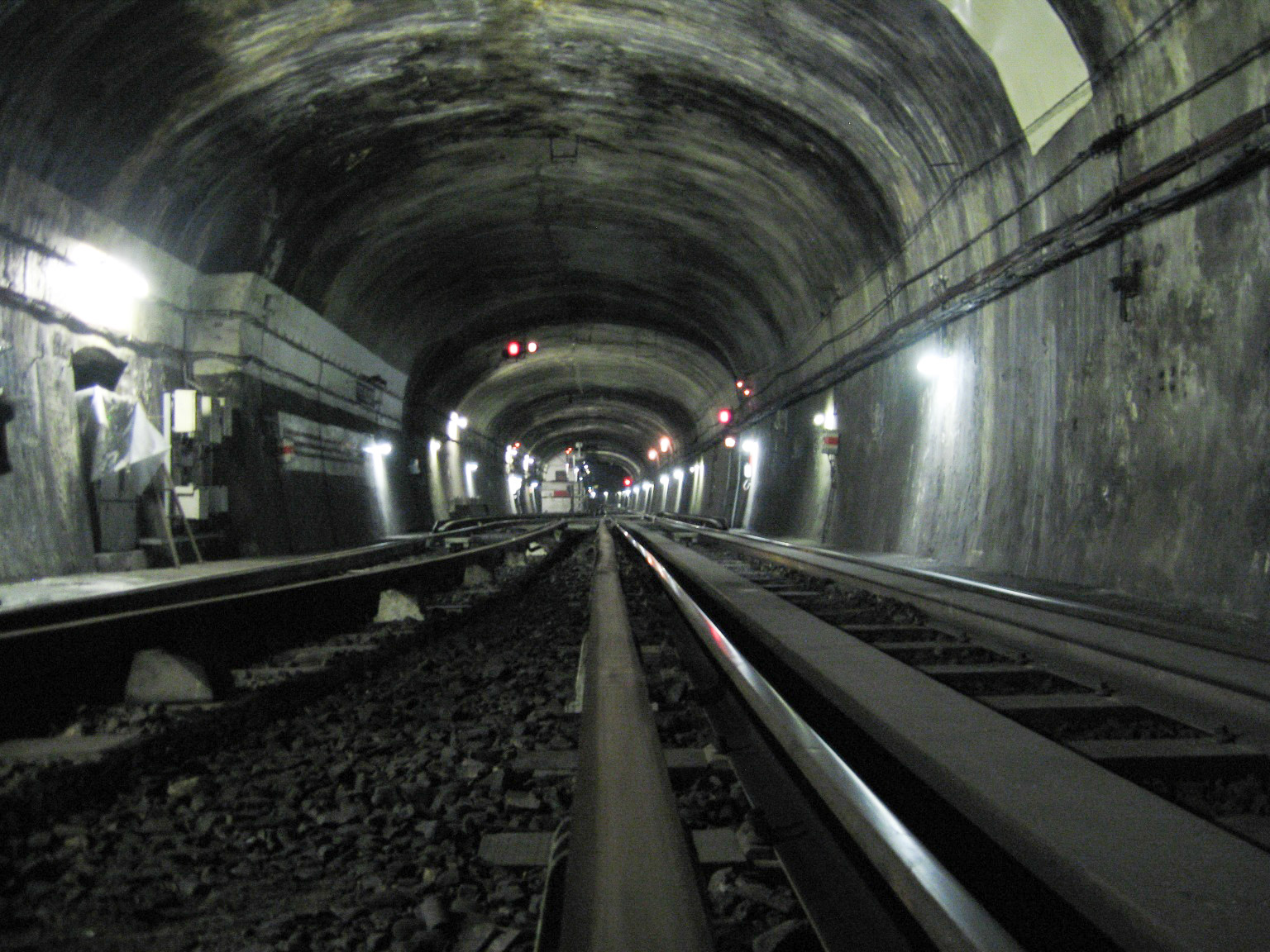
Voies d'instruction à Gare du Nord USFRT.

Terminus de la ligne 3 de 1905 à 1921, la station Gambetta conserve une configuration en « raquette » avec un quai de départ et un quai d'arrivée. Après le prolongement à Porte des Lilas en 1921, chaque demi-station accueille les trains dans un sens différent. Avec la déviation de la ligne vers Gallieni et la création de la ligne 3 bis, cette configuration s'avère inadaptée. Une nouvelle station ouvre le 23 août 1969, ce qui entraîne l'absorption de sa voisine Martin Nadaud. Les anciens quais connaissent des destins différents : la station de départ devient le terminus de la ligne 3 bis ; la station d'arrivée est supprimée, son quai laissant place à une voie de garage. Les faïences couvrant la voûte du tunnel révèlent son emplacement.
Ouverte en 1908, la station Les Halles de la ligne 4 est reconstruite en 1977 une centaine de mètres à l'est pour permettre une meilleure correspondance avec la nouvelle gare de Châtelet - Les Halles. Ces travaux sont réalisés à ciel ouvert, concomitamment à ceux du RER et du Forum des Halles. Il ne subsiste aucune trace de l'ancienne station, démolie par la suite pour laisser place au centre commercial.

## Quais inutilisés dans des stations en service
La station Porte des Lilas-Cinéma est construite en 1921 pour accueillir le terminus de la ligne 7 (actuelle 7 bis), projet qui n'aboutit pas. Parallèle aux quais de la ligne 3 (actuelle 3 bis) de la station Porte des Lilas, elle constitue le point de départ de la voie des Fêtes et de la voie navette qui relient les deux lignes. Contrairement à la station fantôme Haxo située sur la voie des Fêtes, qui n'a jamais accueilli de voyageur, elle sert de terminus, entre 1921 à 1939, à une navette qui la relie à la station Pré-Saint-Gervais. Cette ligne au trafic très faible reprend du service, de 1952 à 1956, pour mettre au point le matériel MP 51. Depuis, la RATP loue cette station pour des tournages cinématographiques ou publicitaires, d'où son surnom,.
La station Invalides possède une demi-station inutilisée, à voie unique et en impasse, embranchée sur les voies de la ligne 8. Elle trouve son origine dans le projet d'une ceinture intérieure prévue par la Ville de Paris dans le réseau complémentaire de 1901, dont les trains auraient emprunté les voies de la ligne 8 entre Invalides et Bastille. Par anticipation, plusieurs raccordements sont construits sous l'esplanade des Invalides, ainsi que deux demi-stations à voie unique encadrant la station de la ligne 8. Mais le projet d'exploiter une ligne circulaire est abandonné en 1922 et les deux demi-stations n'accueillent aucun voyageur. Cinquante ans plus tard, la création de la ligne 13 entraîne d'importants remaniements. La demi-station ouest devient partie intégrante de la station de la nouvelle ligne 13 et accueille les trains en direction du nord. En revanche, la demi-station est, non concernée par les travaux, reste fermée au public. Le tunnel de raccordement depuis Varenne ayant été supprimé, la station amputée d'une partie de sa longueur se termine désormais en cul-de-sac.

## Martin Nadaud, une station absorbée
Ouverte en 1904 sous la place du même nom, la station Martin Nadaud n'est distante de sa voisine Gambetta que de 232 mètres. Dans le cadre du prolongement de la ligne 3 vers Bagnolet, la station Gambetta est déplacée le 23 août 1969, ce qui entraîne la fermeture de Martin Nadaud et son incorporation à la nouvelle station. Ses anciens quais, bordés de grilles, sont toujours visibles dans le prolongement de ceux de Gambetta et ses accès servent d'issues secondaires.

## Réserves pour de futures stations

### La Défense-Michelet et La Défense-Élysées
Dès 1937, lors du prolongement de la ligne 1 du métro au pont de Neuilly, une extension ultérieure jusqu'à La Défense est envisagée avec l'amorce d'une traversée sous-fluviale. Lors de la construction de la dalle piétonne du quartier d'affaires dans les années 1970, deux coffrages destinés à accueillir de futures stations de métro sont réservés par l'EPAD dans l'axe du prolongement : La Défense-Michelet, sous le quartier Michelet, et Élysées-La Défense, sous le quatrième sous-sol du parking du centre commercial des Quatre Temps.
Quand le prolongement de la ligne 1 est décidé à la fin des années 1980, la complexité et le coût d'une traversée sous-fluviale sont jugés dissuasifs car le sous-sol est occupé par le tunnel de la ligne A du RER édifié durant les années 1960. La ligne traverse donc la Seine sur le pont de Neuilly, et non en tunnel, puis emprunte une partie des emprises de l'autoroute A14, réduite à 2 × 2 voies au lieu des trois prévues. De ce fait, les deux stations demeurent inutilisées.
L'emplacement réservé dans l'immeuble Élysées-La Défense, accessible par une trappe située dans le 4e sous-sol des parkings, est tout d'abord considéré comme une « opportunité technique » pour la construction de la station La Défense de la ligne 15 du Grand Paris Express,. Mais son utilisation est abandonnée, des études complémentaires ayant mis en évidence que la complexité du chantier, réalisé sans accès depuis la surface, retarderait l'ouverture de plusieurs années. En 2020, un nouvel emplacement situé sous la N 1013 est annoncé par la Société du Grand Paris.
La station La Défense-Michelet disparaît en 2017. La reconstruction de l'immeuble Carré Michelet, sous lequel elle se situait, en utilise le gros œuvre comme sous-sol supplémentaire.

### Masséna-Bruneseau
En 2015, les parois moulées et la dalle de couverture d'une éventuelle station de métro sont réalisées sous la rue Jean-Baptiste-Berlier dans le 13e arrondissement de Paris, concomitamment au chantier des tours Duo. Ces mesures conservatoires doivent permettre d'anticiper l'extension de la ligne 10 vers Ivry-sur-Seine, qui comprendrait à cet endroit une station Masséna-Bruneseau en correspondance avec la station Avenue de France de la ligne T3a.
En raison de difficultés techniques pour franchir les voies de la gare d'Austerlitz, l'utilisation de ces réserves par la ligne 10 n'est pas assurée. Un tracé plus à l'est, passant sous le quai d'Ivry, pourrait lui être préféré.

## La station Orly-Sud: une légende urbaine
Lors de la construction de l'aéroport d'Orly, son architecte Henri Vicariot réserve l'emplacement d'une station de métro sous l'aérogare sud. Un coup de pioche symbolique est donné en 1959 par le ministre des Transports Robert Buron mais la station ne sera jamais construite.
À la même époque, deux tunnels sont aménagés sous les pistes pour relier l'aérogare sud à un futur terminal secondaire situé de l'autre côté de l'aire de stationnement des avions. Après abandon de ce projet, les souterrains sont reconvertis en entrepôts et abritent le réseau de chauffage de l'aéroport. Au fil des années, leur destination initiale est oubliée. Confondus avec le projet abandonné d'une station de métro, ils donnent naissance à une légende urbaine. En 2018, la Société du Grand Paris rèvèle l'usage initial du lieu.
L'utilisation de ces tunnels pour la création d'une gare du TGV sur la ligne nouvelle d'interconnexion sud n'est pas envisagée vu leur sous-dimensionnement. Ils n'accueilleront pas non plus la station Aéroport d'Orly des lignes 14 et 18, un autre emplacement leur ayant été préféré.

## Événements
Plusieurs affichages temporaires assortis d'un éclairage scénarisé, notamment de nature publicitaire, sont organisés dans des stations fantômes où passent des rames de métro. Parfois, les conducteurs ralentissent à l'approche de la station ou invitent les voyageurs à regarder par la fenêtre. Ainsi, du 1er au 7 décembre 2009, la styliste française Sonia Rykiel investit les quais des stations fantômes Saint-Martin et Croix-Rouge  pour promouvoir sa nouvelle collection élaborée avec les magasins H&M. L'installation est visible des voitures de la ligne 9 à la station Saint-Martin, et de celles de la ligne 10 à la station Croix-Rouge.

## Projets de reconversion
Début 2014, la candidate UMP à la mairie de Paris Nathalie Kosciusko-Morizet propose de réaménager certaines stations fantômes en piscine, en salle de spectacle ou en restaurant. Contactée par Le Parisien, la RATP juge ce projet irréaliste car il concerne des stations « considérées comme des voies ferrées en exploitation, donc soumises à des règles drastiques de sécurité ».
Lors de la deuxième phase du concours « Réinventer Paris », les stations Saint-Martin, Croix-Rouge et Champ de Mars figurent parmi les 34 sites sélectionnés par la mairie de Paris pour cet appel à projets,.

### Jean Robert,Notre Métro, éd. 1983
1. ↑  p. 106.
2. ↑  p. 105.
3. ↑  p. 138.
4. ↑  p. 74.
5. 1 2  p. 108.
6. ↑  p. 162.
7. ↑  p. 129.

### Pages connexes
- À Noisy-le-Grand, la ligne SK, jamais mise en service.
- Gares désaffectées de Paris
- Station fantôme